# Crowsnest River
Der Crowsnest River (englisch für „Krähennest-Fluss“) ist ein 53 km langer rechter Nebenfluss des Oldman River im Südwesten der kanadischen Provinz Alberta.

## Flusslauf
Der Crowsnest River hat seinen Ursprung in den Kanadischen Rocky Mountains. Er bildet den Abfluss des 1357 m hoch gelegenen Bergsees Crowsnest Lake östlich des Crowsnest Pass. Mit dem Quellfluss Crowsnest Creek besitzt der Fluss eine Gesamtlänge von 65 km. Der Crowsnest River fließt in östlicher Richtung aus den Rocky Mountains. Der Alberta Highway 3 (Crowsnest Highway) folgt dem Fluss. Entlang dem Flusslauf liegen die Ortschaften Coleman, Blairmore, Frank, Bellevue, Hillcrest und Lundbreck. Seit der Fertigstellung des Oldman River Dam im Jahr 1991 wird der Oldman River sowie mehrere Zuflüsse wie der Crowsnest River auf mehreren Kilometern aufgestaut. Es werden dabei abhängig von der Stauhöhe bis zu 7,5 km des Unterlaufs des Crowsnest River überflutet. 12 km oberhalb der Mündung, bei Lundbreck, überquert der Alberta Highway 3 den Fluss.

## Hydrologie
Das Einzugsgebiet des Crowsnest River umfasst etwa 1040 km². Der mittlere Abfluss beträgt am Pegel 11 km oberhalb der Mündung nahe Lundbreck 7,18 m³/s. Die höchsten mittleren monatlichen Abflüsse treten im Mai und im Juni mit 19,5 und 20,7 m³/s auf.